# Primorsky (vùng)
Primorsky Krai (tiếng Nga:Примо́рский край), không chính thức được gọi là Primorye (Приморье), hay Tân Hải (濱海), là một chủ thể liên bang của Nga (một vùng, krai). Trung tâm hành chính là thành phố Vladivostok. 
Primorsky có nghĩa là "ven biển" hay duyên hải trong tiếng Nga, do đó khu vực đôi khi được gọi là tỉnh duyên hải hoặc vùng lãnh thổ duyên hải.
Ngày nay, Primorsky Krai là nền kinh tế lớn nhất ở Viễn Đông Nga và là nơi sinh sống của gần 2,1 triệu người, người Nga chiếm 89,89%, 4,54% là người Ukraina, và 0,86% là người Triều Tiên.

## Địa lý
- Chiều dài ranh giới: trên 3.000 km (1.860 mi), bao gồm 1.350 (840 mi) bờ biển.
- Đỉnh cao nhất: núi Anik, 1.933 m (6.342 ft).
- Tuổi thọ trung bình năm 1994: 62,5 năm (nam: 56,8, nữ: 69,4)
- Chiều dài đường sắt: 1.628 km (1.012 mi), trong đó 345 km (214 mi) được điện khí hóa.
- Chiều dài đường ô tô: 12.633 km (7.850 mi)

Primorsky giáp với các tỉnh Hắc Long Giang, Cát Lâm của Trung Quốc và thành phố Rason của Cộng hòa Dân chủ Nhân dân Triều Tiên, giáp với vùng biển Nhật Bản, là cực đông nam của nước Nga. Thẳng theo kinh tuyến, khoảng cách từ điểm cực bắc đến điểm cực nam của lãnh thổ là 900 km (559 mi). Phần lớn lãnh thổ Primorsky là các cao nguyên. Hầu hết diện tích là đồi núi, và có khoảng 80% là rừng.
Độ cao trung bình của lãnh thổ là khoảng 500 mét (1.640 ft). Sikhote-Alin là một dãy núi lớn, trải dài trên hầu hết các phần của lãnh thổ. Dãy núi lớn này bao gồm nhiều dãy chạy song song: Partizansky, Siny (Lam), Kholodny (Lạnh) và một số dãy khác. Có nhiều hang động karst ở vùng phía nam của Primorsky. Hang Spyashchaya Krasavitsa tương đối dễ tiếp cận, nó nằm ở Khu bảo tồn thiên nhiên Ussuriysky. Có một số mảnh được bảo tồn tương đối tốt của các núi lửa cổ đại trong khu vực. Các dãy núi bị các thung lũng hẹp và sâu của các sông và suối lớn chia cắt, có thể kể đến là Partizanskaya, Kiyevka, Zerkalnaya, Cheryomukhovaya, Yedinka, Samarga, Bikin, và Bolshaya Ussurka. Hầu hết các sông tại lãnh thổ có đá ở dưới đáy dòng chảy và nước trong. Sông lớn nhất là Ussuri, với chiều dài 903 km (561 mi). Đầu nguồn sông Ussuri nằm cách 20 km (12 mi) về phía đông của dãy núi Oblachnaya. Vùng đất thấp Prikhankayskaya rộng lớn trải dài ở phía tây và tây nam của Primorsky, được các rừng cây tùng bách rụng lá bao phủ. Một phần của vùng đất thất bao quanh hồ lớn nhất tại Viễn Đông Nga là hồ Khanka.

## Hành chính

Hành chính Vùng Primorsky

- Vladivostok
- Anuchinsky
- Chernigovsky
- Chuguyevsky
- Dalnerechensky
- Kavalerovsky
- Khankaysky
- Khasansky
- Khorolsky
- Kirovsky
- Krasnoarmeysky
- Lazovsky
- Mikhailovsky
- Nadezhdinsky
- Oktyabrsky
- Olginsky
- Partizansky
- Pogranichny
- Pozharsky
- Shkotovsky
- Spassky
- Terneysky
- Yakolevsky

## Lịch sử
Theo các dữ liệu khảo cổ học, các cư dân đầu tiên tại lãnh thổ Primorsky là những người Cổ Á và Tungus. Họ gần như chắc chắn đã xuất hiện tại khu vực này vào khoảng 50-60 nghìn năm trước trong thời kỳ đồ đá cũ. Hậu duệ của các bộ lạc nói tiếng Tungus vẫn sinh sống tại Primorye và Priamurye cho đến ngày nay, họ là các dân tộc Nanai, Oroch và Udege.
Từ năm 698 đến 926, vương quốc Bột Hải tồn tại trên các vùng lãnh thổ ở phía bắc Triều Tiên, Mãn Châu và Primorsky, vương quốc này bao gồm những dân tộc Tungus bản địa và những người Cao Câu Ly mất nước. Bột Hải là một nhà nước phong kiến trung cổ tại Đông Á, và vương quốc đã phát triển về công nghiệp, nông nghiệp, chăn nuôi gia súc và có các truyền thống văn hóa và nghệ thuật riêng. Người dân Bột Hài duy trì các mối quan hệ về chính trị, kinh tế và văn hóa với nhà Đường và Nhật Bản.
Từ năm 1115 đến 1234, khu vực miền nam của Viễn Đông Nga ngày nay thuộc về một đế quốc hùng mạnh là nhà Kim của người Nữ Chân, một dân tộc Tungus. Chăn nuôi du mục phát triển và nông nghiệp trở thành nền tảng trong nền kinh tế của họ. Họ cũng phát triển một nền công nghiệp về luyện kim, đóng tàu và hàng xa xỉ. Nhà Kim có các chính sách đối ngoại và đối nội độc lập. Người Nữ Chân thiết lập quan hệ gần gũi với Nam Tống, Triều Tiên và Nhật Bản. Sau khi chinh phục miền bắc Trung Quốc, người Nữ Chân trở nên hưng thịnh cho đến khi bị người Mông Cổ xâm chiếm vào thế kỷ 13.
Nhà Kim sụp đổ dưới vó ngựa đội quân của Thành Cát Tư Hãn. Người Mông Cổ cho phá hủy các thành và cảng của Kim cùng với lực lượng hải quân Nữ Chân khá lớn. Phần lớn cư dân bị giết hoặc biến thành nô lệ, những người sống sót thì rút đến những vùng hoang vu. Uộc xâm lược của người Mông Cổ đã dẫn đến sự thay đổi vĩnh viễn về xã hội, văn hóa và kinh tế trong khu vực; số dân sư còn lại trong khu vực đã vĩnh viễn từ bỏ cuộc sống thành thị và tái định cư tại những vùng rừng núi hẻo lánh và các thung lũng sông Amur và Zabaykalye, cùng như dọc theo bờ biển Okho và nhiều phần trên đảo Sakhalin. Công nghiệp và ngành thủ công tinh xảo biến mất dần và kinh tế địa phương trở lại với việc đánh cá và săn bắn.
Nhà Minh đã chinh phục khu vực này trong thế kỷ 14.

## Lịch sử hiện đại
Thời kỳ sau khi người Mông Cổ rời đi cho đến khi những người Nga định cư đầu tiên đến vào thế kỷ 17, khu vực ít có sự phát triển về kinh tế và văn hóa.
Nước Nga Sa hoàng tiến hành chinh phục Siberi và sau đó người Nga mở rộng vùng kiểm soát đến Viễn Đông, người Nga lúc đó đã có thể tiếp xúc thẳng với nhà Thanh. Điều ước Nerchinsk vào năm 1689 đã phân ranh giới hai nước và toàn bộ vùng đất phía nam dãy núi Stanovoy thuộc về Đại Thanh, bao gồm cả Primorsky. Tuy nhiên, trước việc nhà Thanh suy yếu vào nửa sau thế kỷ 19, người Nga bắt đầu bành trướng. Năm 1858, các thị trấn Khabarovsk và Blagoveshchensk được hình thành.
Năm 1858, Nikolay Muravyov-Amursky đã ký kết Điều ước Aigun với Trung Quốc. Hai năm sau đó là Công ước Bắc Kinh. Với hai điều ước này, biến giới Nga-Thanh dịch chuyển về phía nam đến sông Amur và Ussuri. Nga hoàn toàn kiểm soát Primorsky.
Trong thời kỳ từ 1859 đến 1882, 95 điểm dân cư đã được hình thành tại khu vực Primorsky, bao gồm Vladivostok, Ussuriysk, Razdolnoye, Vladimiro-Aleksandrovskoye, Shkotovo, Pokrovka, Tury Rog, và Kamen-Rybolov. Các cư dân chủ yếu tham gia vào việc săn bắn, đánh cá và trồng trọt.
Thời kỳ cuối thế kỷ 19 đã chứng kiến sự phát triển đáng kể về mặt kinh tế tại Primorsky. Khai mỏ than đá trở thành ngành công nghiệp nổi bật, các sản phẩm xuất khẩu là cải biển, gạc nhung hươu nai, gỗ, táo dại, cá khô và hải sâm. Sự mở mang nhanh chóng về kinh tế tại Primorsky được cung cấp tài chính phần lớn từ vốn của Nga và nước ngoài.
Năm 1922, một thời gian ngắn trước khi kết thúc Nội chiến Nga, Primorsky nằm dưới quyền kiểm soát của phe Bolshevik và sự phát triển về kinh tế, khoa học và văn hóa do chính quyền mới lên kế hoạch. Chính quyền Xô-viết dành mười năm sau đó để đấu tranh với "ý thức hệ tư sản" trong nhiều lĩnh vực của đời sóng và văn hóa. Do vậy, âm nhạc, kịch nghệ, văn học và mỹ thuật của Primorsky bị kiểm duyệt.
Thời kỳ này cũng chứng kiến việc bắt đầu kế hoạch tập trung hóa nền kinh tế. Như tại các nơi khác ở Liên Xô, công nghiệp nặng được ưu tiên, đặc biệt là khai mỏ và đánh cá thương mại. Tàu hỏa và các tuyến hàng hải được mở mang với một mức độ rất lớn và các cảng mới được xây dựng.
Ngày 18 tháng 4 năm 1942, Primorsky buộc phải tham gia vào Thế chiến 2 do đây là nơi đổ bộ của một trong 16 Quân đoàn Không quân Hoa Kỳ B-25 Mitchell với các máy bay ném bom tầm trung, được hạ thỷ từ tàu USS Hornet nhằm hoàn thành cuộc Đột kích Doolittle nổi tiếng nhắm vào phía Nhật Bản. Cuộc đổ bộ xảy ra cách khoảng 65 km (40 mi) về phía tây của Vladivostok, đội lái máy bay ném bom đã quyết định bỏ dở nhiệm vụ của mình trong khi vẫn đang trên đường đến Tokyo do tiêu thụ nhiên liệu quá mức.
Thập niên 1970 đã chứng kiến sự phát triển của các viện khoa học tại Primorsky, đặc biệt là ở thành phố Vladivostok. Thành phố này có nhiều viện nghiên cứu lớn như: Viện Sinh vật học và Nông nghiệp, Viện Hóa học Sinh hữu cơ Thái Bình Dương, Viện Sinh vật học Hải dương, Viện Địa lý Thái Bình Dương, Viện Hải dương học Thái Bình Dương, cũng như một số viện chi nhánh cùng với Bộ phận Viễn Đông của Viện Hàn lâm Khoa học Nga.

## Kinh tế
Vùng Primorsky có một nền kinh tế cân bằng nhất tại vùng Viễn Đông Nga, cũng đứng ở vị trí dẫn đầu về giá trị tuyệt đối. Chế biến thực phẩm là lĩnh vực quan trọng nhất, chủ yếu là chế biến cá. Sản lượng đánh bắt hàng năm vượt quá hai triệu tấn, hay một nửa tổng lượng đánh bắt ở Viễn Đông Nga. Đứng thứ hai là lĩnh vực chế tạo máy, trong đó một nửa sản lượng hướng vào công nghiệp đánh bắt cá và đóng tàu. Ngành công nghiệp quốc phòng cũng là một lĩnh vực quan trọng khác, ngành này sản xuất ra các tàu hải quân và máy bay quân sự. Ngành công nghiệp vật liệu xây dựng của vùng Primorsky cung cấp sản phẩm cho toàn bộ vùng Viễn Đông Nga. Việc luyện chì được thực hiện tại Rudnaya Pristan bên bờ biển.
Ngành công nghiệp gỗ đứng thứ hai sau vùng Khabarovsk với sản lượng hàng năm vào khoảng 3 triệu m³ gỗ. Vùng Primorsky là nhà sản xuất than đá lớn nhất ở Viễn Đông Nga và phát ra nhiều điện năng hơn bất kì chủ thể liên bang nào khác ở Viễn Đông Nga, song tình trạng thiếu điện là phổ biến. Nông nghiệp cũng có vai trò quan trọng; vùng sản xuất ra gạo, sữa, trứng và các loại rau.
Vùng Primorsky là trung tâm ngân hàng và tài chính của Viễn Đông Nga. Nó có trên 100 ngân hàng và các chi nhánh, cùng dao dịch kỳ hạn và chứng khoán.
Vị trí gần gũi với các thị trường vành đai Thái Bình Dương đã giúp cho vùng Primorsky có lợi thế hơn nhất so với các chủ thể liên bang Viễn Đông Nga khác trong việc phát triển ngoại thương. Các mặt hàng thương mại chính là thủy sản, lâm sản và kim loại màu. Các đối tác thương mại chính là Nhật Bản, Trung Quốc và Hàn Quốc.
Vùng Primorsky cũng có một hệ thống cơ sở hạ tầng tốt. Mật độ đường sắt của vùng cao gấp đôi mức trung bình của nước Nga. Các tuyến đường sắt giúp kết nối vùng và Bắc Triều Tiên. Các công ty vận chuyển hàng hải đặt trụ sở tại vùng Primorsky cung cấp 80% dịch vụ vận chuyền hàng hải ở Viễn Đông Nga. Tất cả các cảng quan trọng của vùng nay đã mở cửa đối với lĩnh vực vận chuyển quốc tế.
Sản xuất ngũ cốc, đỗ tương, khoai tây, và rau là các lĩnh vực nông nghiệp hàng đầu. Chăn nuôi gia súc, đặc biệt là cừu, cũng phát triển tại vùng Primorsky; ngành công nghiệp lông thú cũng được phát triển thông qua việc thành lập các trang trại nuôi thú lấy lông và các trại giống động vật.

## Địa phương kết nghĩa
- Khánh Hòa, Việt Nam
- Gangwon, Hàn Quốc[9]
- Gyeongsang Bắc, Hàn Quốc
- Gyeongsang Nam, Hàn Quốc
- Osaka, Nhật Bản
- Toyama, Nhật Bản